# Workgroup Manager
Workgroup Manager è un programma facente parte del sistema operativo macOS Server.
Il programma viene utilizzato per la gestione degli utenti, gruppi e computer appartenenti alle reti informatiche. Svolge funzione di directory.